# صخرة نيز

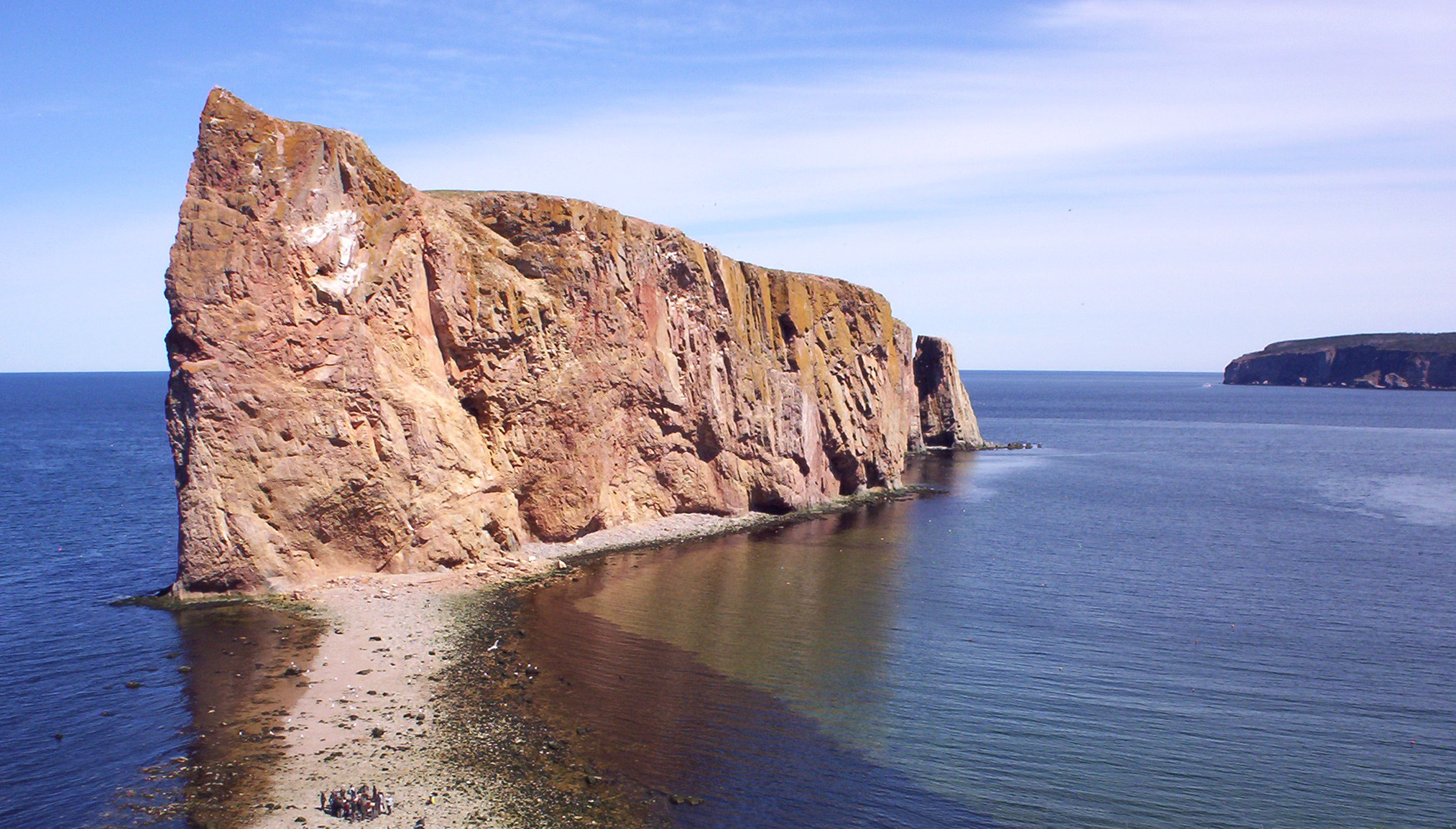
صخرة نيز و جزيرة بونافنتور في الخلف

صخرة نيز هي هي جزيرة صخرية مع المنحدرات الهائلة الطبيعية الرائعة. وهي تقع في خليج سانت لورنس في جنوب شرق كندا في شمال غرب المحيط الأطلنطي، عند مصب نهر سنت لورنس، في جاسبي الشرقية، مقابل قرية نيز بكيبيك.
- صخرة نيز بالإضافة إلى جزيرة بونافنتور تشكل الحديقة الوطنية بجزيرة بونافنتور وصخرة نيز ، وتعتبر صخرة نيز رمزا لمدينة جاسبي .

## الجغرافيا

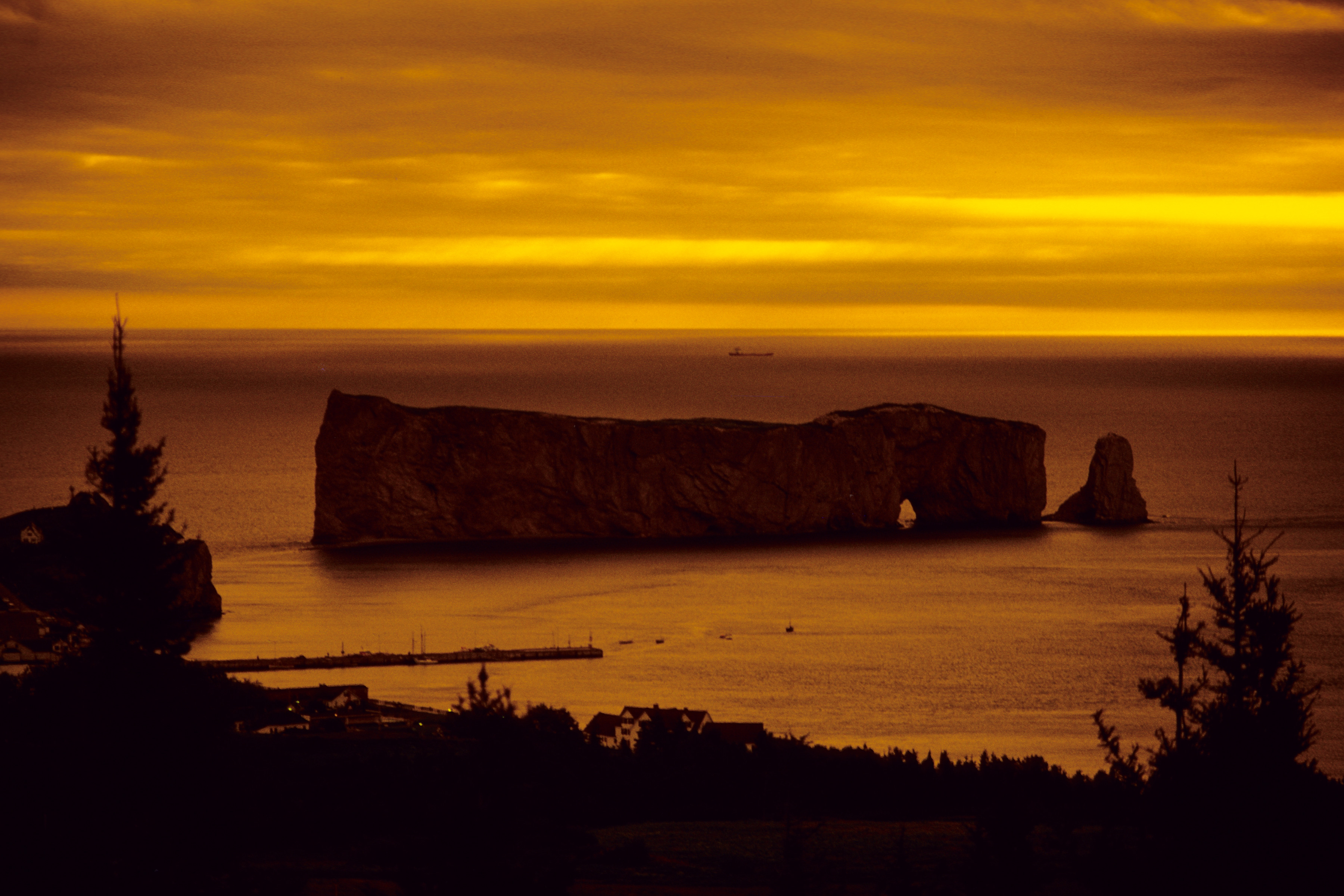
صخرة نيز لحظة الغروب

- الصخرة عبارة عن كومة من صخر جيري قديم منذ 375 مليون، ويبلغ طولها حوالي 433 مترا والعرض حوالي 90 مترا و 88 مترا في أعلى نقطة. ويصل وزنها حوالي 5 ملايين طن، وهي تتكون من النباتات العشبية الرقيقة على قمة الهضبة، وتعتبر صخرة نيز بمثابة مخبأ للطيور البحرية بما في ذلك طيور الأطيش الشمالي.

### أسطورة بومون الأبيض
- بومون الأبيض هو طابع الأسطورة التي هي في صخرة نيز بكبيك .

### السياحة
- كل عام يزور حوالي 82.6000 شخص هذه المنطقة .

## صور

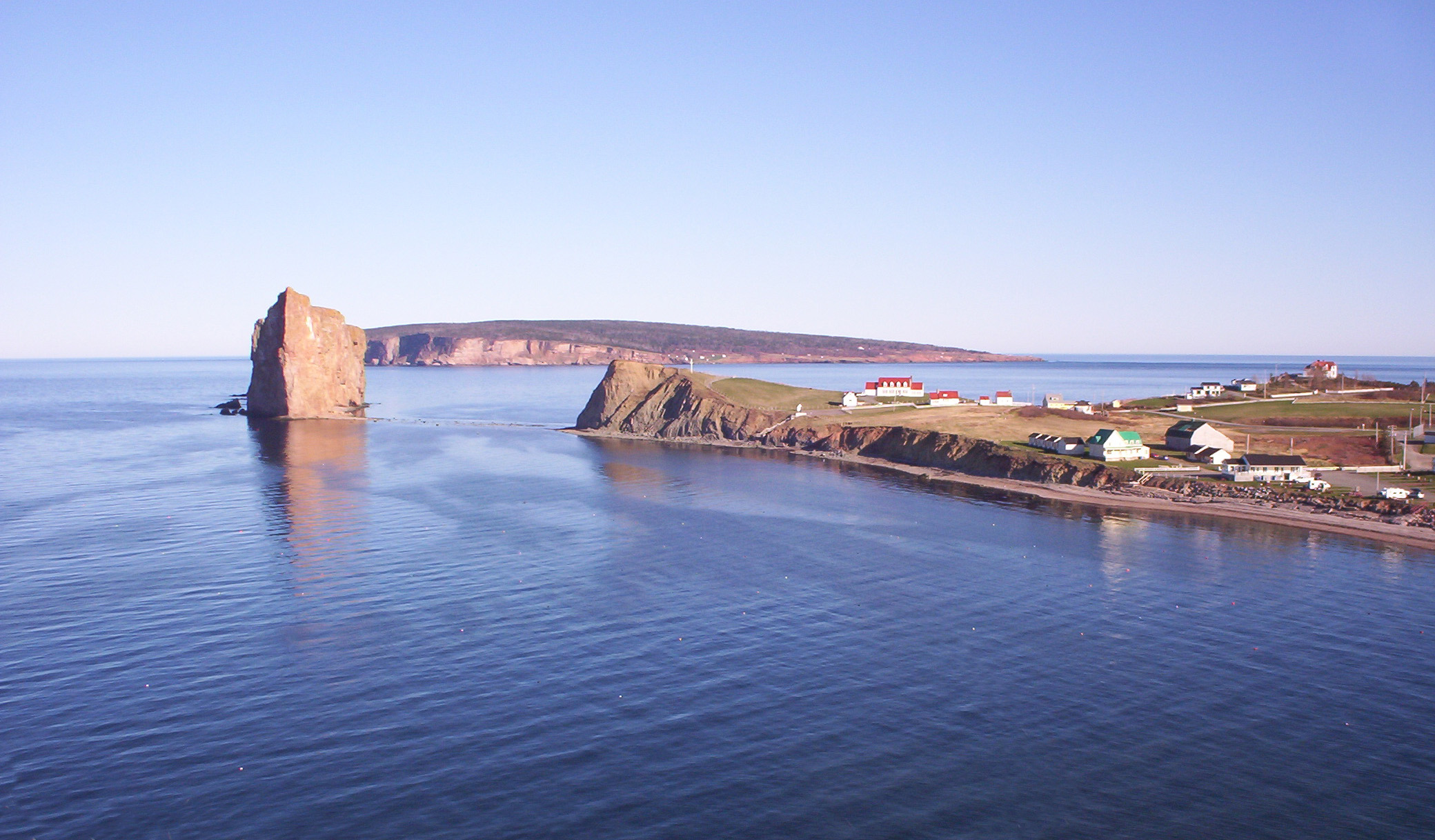
صخرة نيز وفي الأفق جزيرة بونافنتور
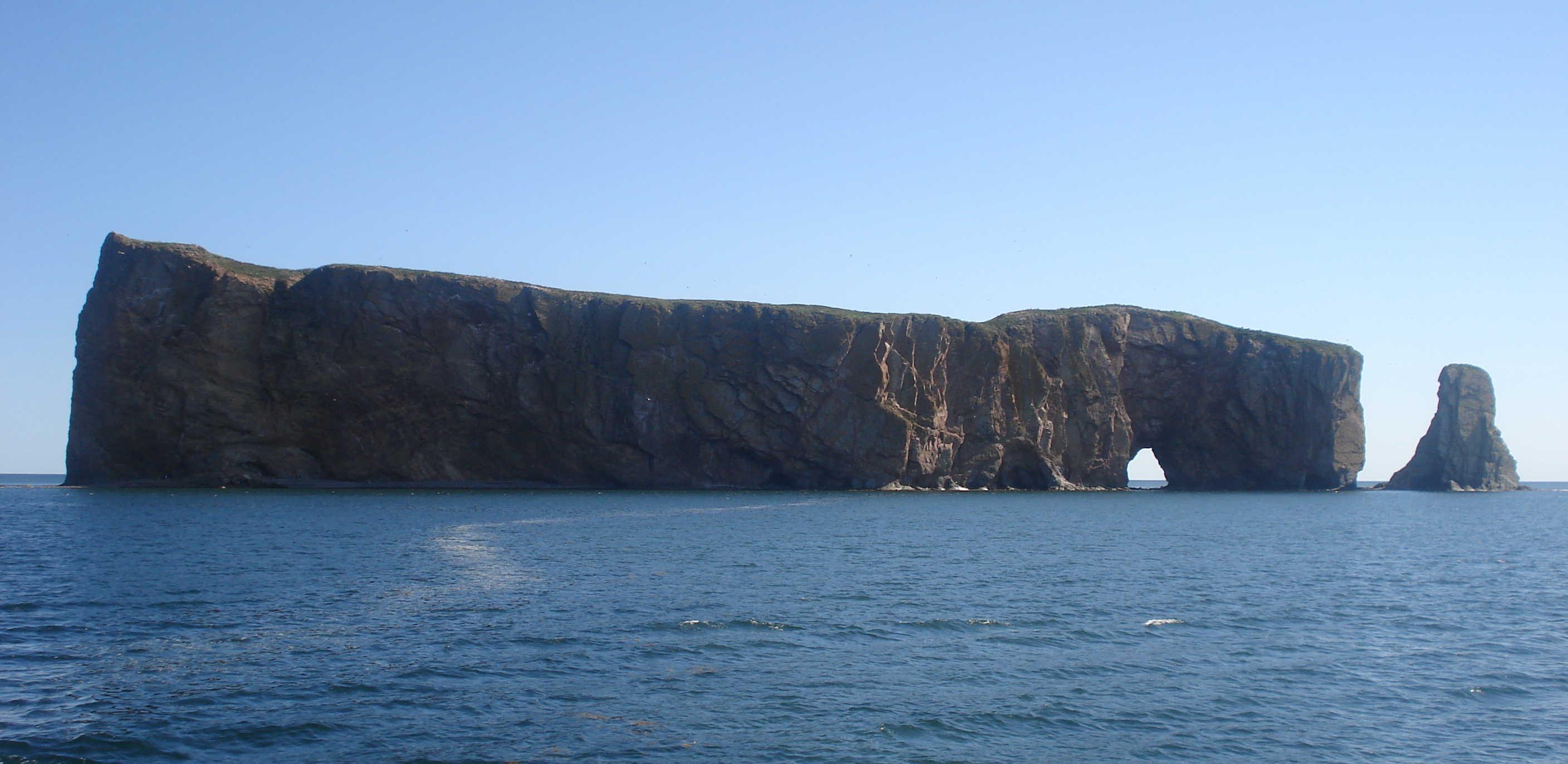
صخرة نيز
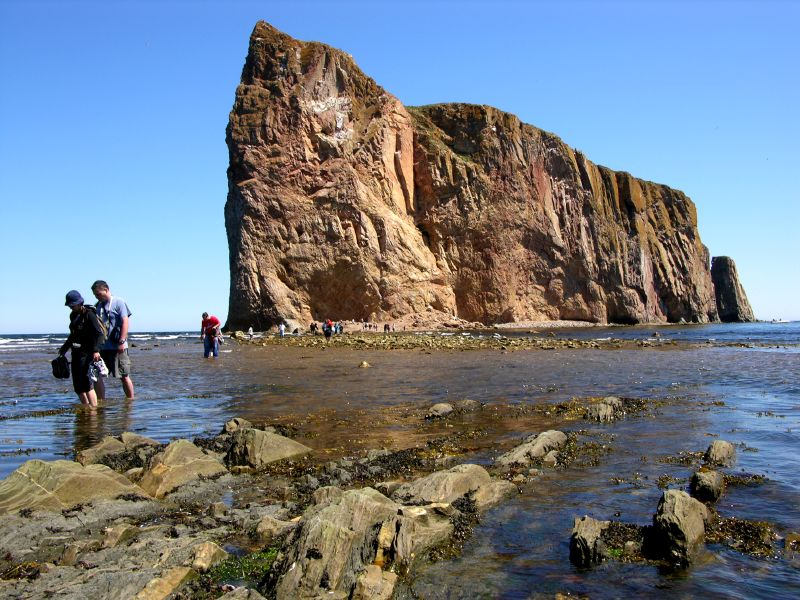
صخرة نيز من الأرض
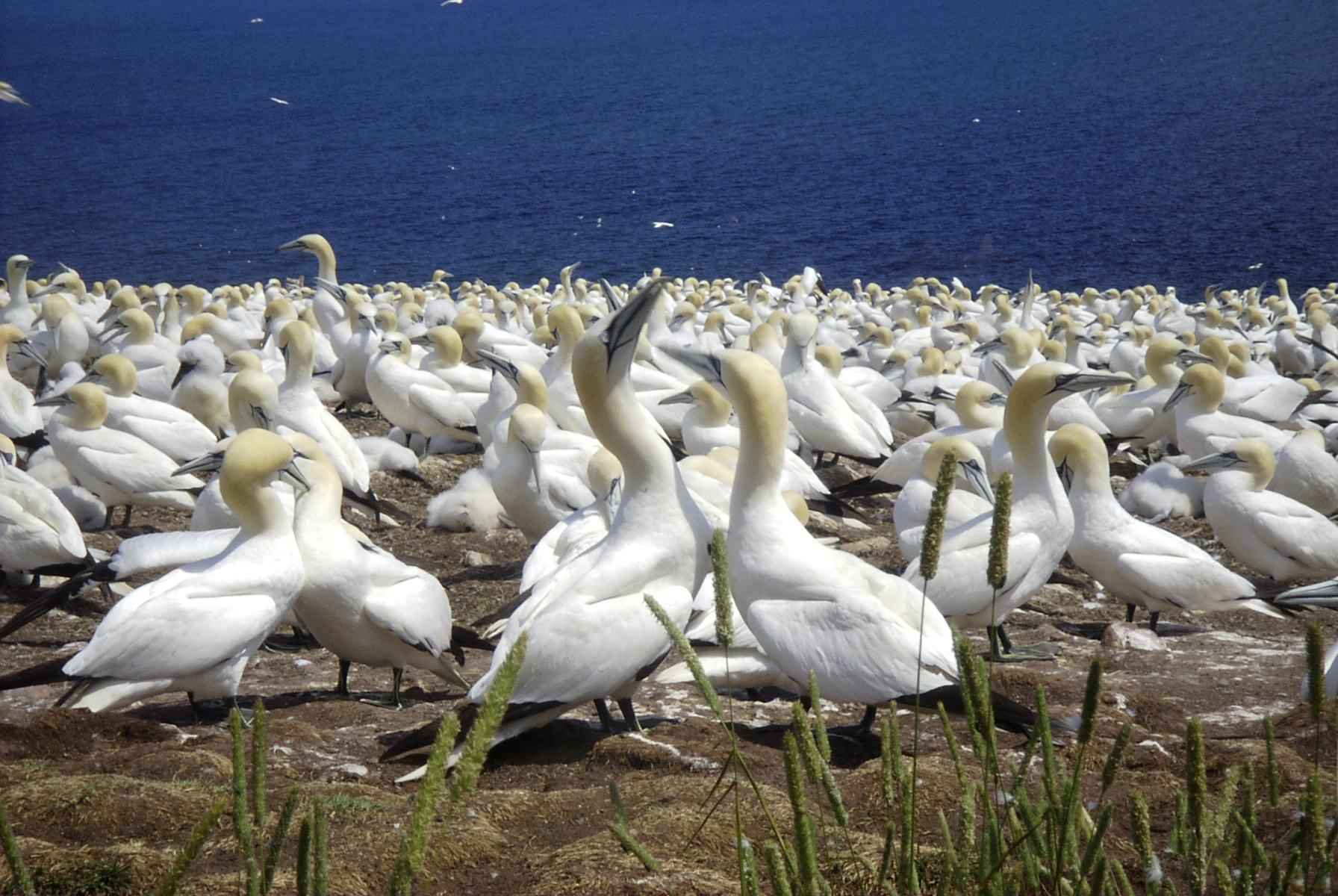
طيور الأطيش الشمالي